# Octolasion cyaneum
Lombric bleu
Espèce
Synonymes
- Enterion cyaneum Savigny in Cuvier, 1826[1]
- Allolobophora cyanea (Savigny in Cuvier, 1826)[1]
- Allolobophora cyanea profuga Rosa, 1884[1]
- Allolobophora cyanea studiosa Michaelsen, 1890
- Allolobophora studiosa Michaelsen, 1890[1]
- Enterion cyaneum Savigny in Cuvier, 1826[1]
- Lumbricus stagnalis Hoffmeister, 1845[1]
- Octolasium cyaneum (Savigny in Cuvier, 1826)[1]
- Octolasium cyaneum var. armoricum Bouché, 1972[1]

Octolasion cyaneum, le Lombric bleu,  est une espèce de vers de terre de la famille des Lumbricidae et appartenant au groupe des endogés. Il est présent dans les prairies et cultures d'une grande partie de la planète.
Cette espèce mesure de 8 à 14 cm de long  pour un diamètre 6 à 8 mm et pèse de 0,15 à 2,5 g. Sa pigmentation cutanée se caractérise par une coloration globalement rosâtre à blanc-gris à l'exception du bout de la queue qui est jaune.
Octolasion cyaneum fait partie des endogés géophages et créé des galeries ramifiées sans orientation définie. Il se reproduit par parthénogénèse.
Cette espèce est présente dans les cultures, les prairies, les landes, les rives et les jardins, où elle peut localement être commune mais jamais abondante. Elle est plus rare en forêt,.
Octolasion cyaneum est d'origine paléarctique et de distribution mondiale. Il est présent en Europe occidentale dont les pays francophones, en Europe centrale et en Europe septentrionale ainsi qu'en Russie européenne.